# ヨヴァン・ルキッチ (2002年生のサッカー選手)
ヨヴァン・ルキッチ（Jovan Lukić (セルビア語: Јован Лукић、2002年1月20日 - ）は、セルビア・ヴァリェヴォ出身のプロサッカー選手。SCUトレエンセ所属。ポジションは、ミッドフィールダー（セントラルミッドフィールダー）。